# Little Canada (Minnesota)
Little Canada es una ciudad ubicada en el condado de Ramsey en el estado estadounidense de Minnesota. En el Censo de 2010 tenía una población de 9773 habitantes y una densidad poblacional de 842,08 personas por km².

## Geografía
Little Canada se encuentra ubicada en las coordenadas 45°1′23″N 93°5′2″O / 45.02306, -93.08389. Según la Oficina del Censo de los Estados Unidos, Little Canada tiene una superficie total de 11.61 km², de la cual 10.09 km² corresponden a tierra firme y (13.1%) 1.52 km² es agua.

## Demografía
Según el censo de 2010, había 9773 personas residiendo en Little Canada. La densidad de población era de 842,08 hab./km². De los 9773 habitantes, Little Canada estaba compuesto por el 74.56% blancos, el 6.56% eran afroamericanos, el 0.52% eran amerindios, el 13.1% eran asiáticos, el 0.03% eran isleños del Pacífico, el 2.73% eran de otras razas y el 2.5% pertenecían a dos o más razas. Del total de la población el 5.79% eran hispanos o latinos de cualquier raza.